# Institució Catalana d'Història Natural
Het Institució Catalana d'Història Natural (ICHN), in het Nederlands Catalaanse Instelling voor Natuurhistorie, is een Catalaanse wetenschappelijke vereniging met als doel de studie van natuur en natuurkunde en de vulgarisering van die kennis te bevorderen. Het arbeidsgebied is heel breed: van wetenschappelijk werk, via natuurwandelingen tot natuurfotografie.
De instelling werd in 1899 in Barcelona opgericht door Josep Maria Mas de Xaxars i Palet, Joan Baptista d'Aguilar-Amat i Banús, Joan Alzina i Melis, Francesc Badia i Guia, Josep Balcells i Mas, Josep Maluquer i Nicolau, Salvador Maluquer i Nicolau en Antoni Novellas i Roig, die toen nog studenten waren. In 1915 werd het als een afdeling in het Institut d'Estudis Catalans geïntegreerd. Naast personen kunnen ook lokale of gespecialiseerde verenigingen lid worden.
In de loop van zijn meer dan honderdjarige bestaan is de ICHN tot een belangrijke interdisciplinaire wetenschappelijke ontmoetingsplaats geworden die congressen, cursussen, natuurwandelingen, beurzen en prijzen georganiseerd heeft. De ICHN kent tussen zijn leden en voorzitters gerenommeerde natuurkundigen. Dit werk vindt zijn weerslag in het tijdschrift Butlletí de la Institució Catalana d'Història Natural en andere thematische publicaties, en sedert de laatste jaren steeds meer op het internet.
Na de Spaanse Burgeroorlog (1936-'39) leefde de vereniging latent verder, wegens een al te Catalaanse roep was discretie aangewezen en werd de publicatie van het tijdschrift stopgezet. Het bleef ongemerkt voortbestaan tot het tegen het einde van de franquistische dictatuur weer bovengronds actief werd, toen het regime enkele restricties ophief. In 1987 telde het instituut nagenoeg duizend leden. In 1999 kreeg het een van de hoogste Catalaanse eretekens, het Creu de Sant Jordi.

## Voorzitters
- Antoni Novellas i Roig
- Francesc Novellas i Roig
- Bonaventura Pedemonte
- Eugeni Ferrer i Dalmau
- Norbert Font i Sagué
- Joaquim Maria de Barnola i Escrivà de Romaní
- Josep Maria Bofill i Pichot
- Francesc Español i Coll
- Jaume Pujiula i Dilmé(1925-1929)
- Pius Font i Quer (19311934)
- Joaquim Maluquer i Sostres (1976-1978)
- Oriol Riba i Arderiu
- Emili Tarré i Tarré
- Josep Maluquer i Nicolau
- Rafael Candel i Vila
- Ramon Folch i Guillèn (1986-1990)